# トゥーラ州

トゥーラ（ツーラ）州
ロシア語: Тульская область

トゥーラ州（トゥーラしゅう、ツーラ州、ロシア語:Тульская областьトゥーリスカヤ・オーブラスチ）は、ロシア連邦の州（オーブラスチ）である。モスクワ州の南に接し、中央連邦管区を構成する州のひとつとなっている。州都はトゥーラ。

## 歴史
- 1146年 - 初めてトゥーラの名前が歴史上に現れる。
- 1380年 - モスクワ大公国の支配下に入る。
- 1712年 - ピョートル1世によりトゥーラ市に国営工場が建設される。
- 1828年 - トゥーラ市近郊のヤースナヤ・ポリャーナで文豪レフ・トルストイが生まれる。
- 1937年 - ソビエト連邦のロシア・ソビエト連邦社会主義共和国内でトゥーラ州が成立する。
- 1941年 - 独ソ戦でドイツの侵攻を受け、激戦地となる。戦後、トゥーラ市は英雄都市になる。

## 産業
モスクワの南側にあり、歴史的経緯もあって、古くからの重工業都市として知られる。

## 主な都市
- トゥーラ：州都
- ノヴォモスコフスク
- ドンスコイ
- アレクシン
- シチョーキノ
- ウズロヴァヤ
- イェフレーモフ
- ボゴロジツク
- キモフスク
- キレーエフスク

## 標準時
この地域は、モスクワ時間帯の標準時を使用している。時差はUTC+3時間で、夏時間はない。（2011年3月までは標準時がUTC+3、夏時間がUTC+4、同年3月から2014年10月までは通年UTC+4であった）